# (90711) Stotternheim
(90711) Stotternheim est un astéroïde de la ceinture principale.

## Description
(90711) Stotternheim est un astéroïde de la ceinture principale. Il fut découvert le 10 octobre 1990 à Tautenburg par Freimut Börngen et Lutz Dieter Schmadel. Il présente une orbite caractérisée par un demi-grand axe de 2,33 UA, une excentricité de 0,14 et une inclinaison de 3,8° par rapport à l'écliptique.